# Musse Pigg bland muntra musikanter
Musse Pigg bland muntra musikanter (engelska: The Barnyard Concert) är en amerikansk animerad kortfilm med Musse Pigg från 1930.

## Handling
Musse Pigg och hans djurvänner bjuder på en konsert från en ladugård. Musiken som spelas är ett stycke av Franz von Suppé, och i orkestern används några av djuren som instrument, som tre fåglar får låta som en bas.

## Om filmen
Filmen är den 17:e Musse Pigg-kortfilmen som producerades och den andra som lanserades år 1930.
Musse Pigg kom att framföra musik av Franz von Suppé igen 12 år senare i filmen Kalle Anka som batterist 1942.
Filmen hade svensk premiär den 25 juli 1932 på biografen Röda Kvarn i Stockholm tillsammans med komedifilmen En kyss i kärlek (tyska: Fräulein - Falsch verbunden) med Magda Schneider i huvudrollen.

## Rollista
- Walt Disney – Musse Pigg[7]